# Lachlan Macquarie
Lachlan Macquarie (Ulbha, 31 gennaio 1762 – Londra, 1º luglio 1824) è stato un generale scozzese.
Fu governatore coloniale nel Nuovo Galles del Sud, in Australia, ed ebbe un ruolo cruciale nello sviluppo economico e sociale del territorio, che sotto la sua guida cominciò la transizione da colonia penale a libero insediamento.

## I primi anni
Lachlan Macquarie nacque nell'isola di Ulbha, nelle Ebridi Interne, un gruppo di isole lungo la costa occidentale della Scozia. Lasciò la città natale all'età di quattordici anni, per essere educato alla Royal High School di Edimburgo. Nel 1776 Macquarie si arruolò nell'esercito, e prese servizio in Nord America, Egitto e India. Nel gennaio del 1793, a Bombay, entrò a far parte della Massoneria, all'interno della Loggia nº 1. Fu promosso capitano nel 1789, maggiore nel 1801 e tenente colonnello nel 1805. Nel novembre 1807, dopo un primo matrimonio con Jane Jarvis durato solo tre anni, sposò in seconde nozze sua cugina Elizabeth Henrietta Campbell.

## Governatorato
Nell'aprile del 1809 Macquarie fu nominato governatore del Nuovo Galles del Sud. Il suo incarico, in virtù della sua carica di ufficiale militare, era quello di restaurare l'ordine e la disciplina nella colonia dopo la Ribellione del Rum che il precedente governatore, William Bligh, aveva dovuto fronteggiare. Quando arrivò a Sydney, nel dicembre 1809, per prima cosa riacquistò il potere che, dopo la sconfitta di Bligh, era finito nelle mani di alcuni ufficiali dell'esercito.
Macquarie, che credeva in una disciplina conservatrice, inizialmente governò la colonia come un despota, seppur illuminato, ma a partire dal 1810 cominciò ad aprirsi a vedute più liberali. In quell'anno il numero di detenuti che avevano espiato le proprie colpe superò quello dei liberi coloni, e allora Macquarie si batté affinché le due categorie fossero trattate sullo stesso piano. Nel 1812, sotto l'influente spinta di una commissione reale, incoraggiò gli ex-carcerati a stabilirsi definitivamente nei territori della colonia. Per sottolineare ancora di più questa sua politica, cominciò ad affidare loro incarichi pubblici: così Francis Greenway fu nominato architetto, e William Redfern chirurgo; Macquarie scandalizzò l'opinione pubblica quando scelse Andrew Thompson, un ex-galeotto, come magistrato, e quando invitò alcuni detenuti ad un tè presso la sua residenza. In cambio, il governatore pretese che gli ex-carcerati conducessero delle vite perbene, insistendo in particolare sui matrimoni rispettabili. Il suo atteggiamento nei confronti degli aborigeni australiani, invece, fu ambivalente. Da un lato ordinò violente spedizioni punitive contro di essi, dall'altro intrattenne rapporti di amicizia con alcune tribù: in tal senso sviluppò un sistema piuttosto particolare, che consisteva nell'eleggere un capo responsabile per ogni clan, riconoscibile da una speciale pettorina d'ottone.

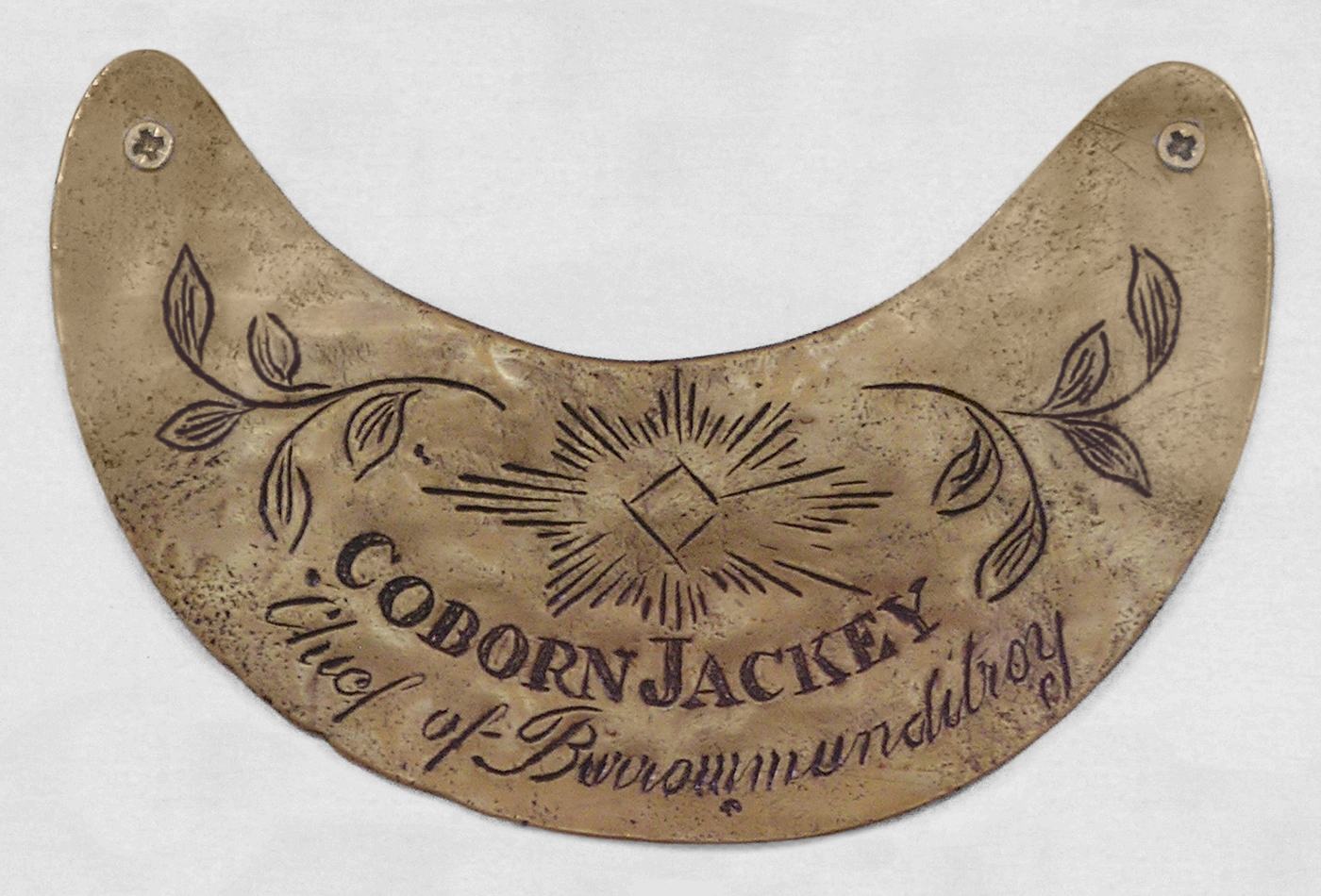
Pettorina d'ottone donata al leader aborigeno Coborn Jackey da James White

Macquarie fu un grandissimo promotore dell'esplorazione del territorio australiano. Nel 1813 inviò Gregory Blaxland, William Wentworth e William Lawson oltre le Blue Mountains, dove la spedizione si trovò di fronte alle vaste pianure dell'interno. Poi il governatore ordinò la costruzione di Bathurst, la prima città mai edificata nell'entroterra australiano. Inoltre mandò il generale John Oxley ad esplorare la costa a nord del Nuovo Galles del Sud: Oxley visitò così i Northen Rivers e la regione detta poi New England, spingendosi fino all'attuale Queensland.
Il governatore fu anche un qualificato architetto, promotore di alcuni piani urbanistici che possono essere ammirati ancora oggi. Un esempio è quello della città di Hobart, capitale della Tasmania, che fu ristrutturata interamente dopo una sua visita, e il cui centro conserva ancora la pianta prevista da Macquarie. A Sydney, posizionò tutti gli edifici più importanti nella Macquarie Street, che è tuttora una delle vie principali della città.
La fine delle guerre napoleoniche, nel 1815, produsse un nuovo flusso di prigionieri e soprattutto di coloni nel Nuovo Galles del Sud, sia perché le rotte navali tornarono sicure, sia perché molti uomini impiegati nel campo bellico si trovarono improvvisamente senza lavoro. Macquarie assistette a una rapida crescita demografica e di conseguenza economica, e la popolazione toccò quota 35.000 unità: la conseguenza fu che il territorio cominciò ad avere una vita propria, al di là della sua funzione di colonia penale. Andando contro gli ordini del governo centrale, Macquarie ordinò la costruzione della prima banca della colonia, la Bank of New South Wales (1817).
La politica di Macquarie – in particolare il suo battersi per l'emancipazione dei detenuti e le elevate spese di denaro reale in lavori pubblici – provocò nemici al governatore sia nell'insediamento che a Londra, dove i governanti vedevano ancora il Nuovo Galles del Sud come una colonia penale e non come un futuro dominio dell'impero. I leader delle comunità di coloni denunciarono Macquarie alle autorità di Londra, e nel 1819 fu inviato un giudice, John Bigge, per visitare la colonia e fare rapporto sull'amministrazione del governatore. Bigge si trovò generalmente d'accordo con i coloni, e la sua relazione costrinse Macquarie alle dimissioni, che rassegnò nel 1821: il suo, in ogni caso, era stato il mandato più lungo fino a quel momento. Bigge, inoltre, chiese ed ottenne l'istituzione di un'assemblea da affiancare, in futuro, al governatore: ciò portò alla nascita, nel 1824, del New South Wales Legislative Council, il primo organo legislativo del continente australiano.
Macquarie tornò in Scozia, e morì a Londra nel 1824, mentre ancora si stava difendendo dalle accuse di Bigge. Tuttavia la sua fama continuò a crescere anche dopo la sua morte, specialmente tra gli ex-detenuti e i loro discendenti, che in quel periodo costituivano la maggior parte della popolazione australiana. Oggi è ricordato da molti come il vero fondatore dell'Australia come nazione, e alcuni studiosi lo considerano una sorta di eroe proto-nazionalista. È significativo il fatto che Macquarie fu fra i primi ad adottare il nome Australia per l'isola: esso era stato proposto dal primo uomo a circumnavigare il continente, Matthew Flinders, e fu usato per la prima volta dal governatore in un dispaccio ufficiale datato 1817.
Lachlan Macquarie fu tumulato in un mausoleo sull'isola di Mull, in Scozia, insieme alla moglie e al figlio.

## L'eredità di Macquarie
Molti luoghi in Australia devono il proprio nome a Macquarie, e alcuni di essi furono assegnati proprio dal governatore in persona. I principali sono:
- l'isola Macquarie, tra la Tasmania e l'Antartide
- il lago Macquarie, tra Sydney e Newcastle
- i fiumi Lachlan e Macquarie, nel Nuovo Galles del Sud
- il fiume Macquarie in Tasmania
- Port Macquarie, città sulla costa, all'estuario del fiume Hastings
- diverse strade, quartieri, sobborghi e strutture in varie città dell'Australia